# Euphyia perturbata
Euphyia perturbata là một loài bướm đêm trong họ Geometridae.